# Delias klossi
Delias klossi is een vlindersoort uit de familie van de Pieridae (witjes), onderfamilie Pierinae.
Delias klossi werd in 1915 beschreven door Rothschild.